# Wandon End
Wandon End – osada w Anglii, w Hertfordshire. Wandon jest wspomniana w Domesday Book (1086) jako Wavedene.